# Săn ma

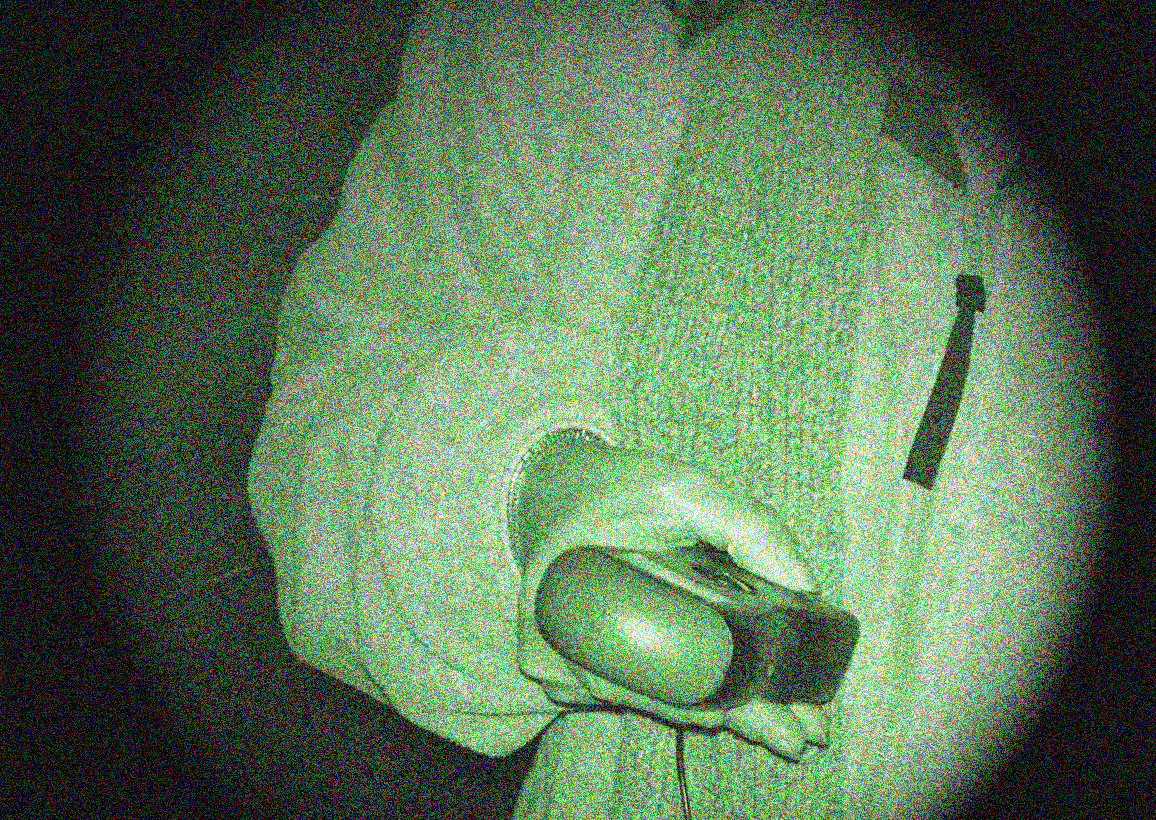
Thợ săn ma đọc số bằng máy đo EMF

Săn ma (tiếng Anh: Ghost hunting) là quá trình điều tra các địa điểm được cho là bị ma ám. Thông thường, một đội săn ma sẽ cố gắng thu thập bằng chứng về sự tồn tại của hoạt động huyền bí. Những người săn ma sử dụng nhiều thiết bị điện tử, bao gồm máy đo EMF, nhiệt kế kỹ thuật số, cả máy quay video kỹ thuật số cầm tay và máy ảnh, bao gồm máy ảnh nhiệt và máy nhìn ban đêm, kính nhìn ban đêm, cũng như máy ghi âm kỹ thuật số. Các kỹ thuật truyền thống khác cũng được sử dụng, chẳng hạn như thực hiện các cuộc phỏng vấn và nghiên cứu lịch sử của các địa điểm bị cho là bị ma ám. Những người săn ma cũng có thể tự gọi mình là "những nhà điều tra huyền bí."
Săn ma đã bị chỉ trích nặng nề vì bác bỏ phương pháp khoa học. Chưa có nghiên cứu khoa học nào có thể khẳng định sự tồn tại của hồn ma. Đa số các nhà giáo dục, học giả và tác giả khoa học coi việc thực hành này là một ngụy khoa học.